# Капитола (град, Калифорния)
Капитола (на английски: Capitola) е град в окръг Санта Круз, щата Калифорния, САЩ. Капитола е с население от 10 180 жители (по приблизителна оценка от 2017 г.) и обща площ от 4,4 km². Намира се на 4 m надморска височина. ЗИП кодовете му са 95010, 95062, а телефонният му код е 831.